# Yang Quan (Leichtathlet)
Yang Quan (* 8. Dezember 1986) ist ein ehemaliger chinesischer Leichtathlet, der sich auf den Stabhochsprung spezialisiert hat.

## Sportliche Laufbahn
Erste internationale Erfahrungen sammelte Yang Quan im Jahr 2009, als er bei den Asienmeisterschaften in Guangzhou mit übersprungenen 5,45 m die Silbermedaille hinter seinem Landsmann Liu Feiliang gewann. Im September 2013 bestritt er seinen letzten offiziellen Wettkampf und beendete daraufhin seine aktive sportliche Karriere im Alter von 26 Jahren.
2008 wurde Yang chinesischer Meister im Stabhochsprung.

## Persönliche Bestleistungen
- Stabhochsprung: 5,60 m, 22. Oktober 2009 in Jinan
  - Stabhochsprung (Halle): 5,61 m, 15. März 2007 in Shanghai